# Trichogalumna lunai
Trichogalumna lunai är en kvalsterart som först beskrevs av Balogh 1958.  Trichogalumna lunai ingår i släktet Trichogalumna och familjen Galumnidae. Inga underarter finns listade i Catalogue of Life.